# Дораб
Дораб (Chirocentrus) — рід костистих риб ряду Оселедцеподібні (Clupeiformes), єдиний у монотиповій родині Дорабові (Chirocentridae). Два види цього роду поширені у тропічних водах Індійського та Тихого океанів. Важливі промислові риби.

## Особливості
- Дораби мають спіральний клапан, що є рідкісним винятком серед костистих риб.
- Здатні поранити людину своїми іклоподібними зубами, через що отримали англійську назву wolf herring — «вовчий оселедець»[3].

## Класифікація
Рід містить два види:
- Chirocentrus dorab (Forsskål, 1775)
- Chirocentrus nudus Swainson, 1839